# Telescopus finkeldeyi
Espèce
Telescopus finkeldeyi  est une espèce de serpents de la famille des Colubridae.

## Répartition
Cette espèce se rencontre dans le sud-ouest de l'Angola et en Namibie.

## Étymologie
Cette espèce est nommée en l'honneur de Helmut Finkeldey.

## Publication originale
- Haacke, 2013 : Description of a new Tiger Snake (Colubridae, Telescopus) from south-western Africa. Zootaxa, no 3737 (3), p. 280–288.